# Ritsuryō
Ritsuryō (japanisch 律令 ritsuryō) ist ein historisches Rechtssystem in Japan, wobei ritsu das Straf- und ryō das Verwaltungsrecht meint. Es basierte auf der Philosophie des Konfuzianismus und des chinesischen Legalismus. Das politische System in Übereinstimmung mit ihm heißt Ritsuryō-sei (律令制). Kaku (格) oder Shiki (式) sind Anhänge zum ritsu bzw. ryō.
Während der späten Asuka-Zeit (spätes 6. Jahrhundert bis 710) und der anschließenden Nara-Zeit (710–794) versuchte der Kaiserliche Hof, das rigorose chinesische politische System der Tang-Dynastie zu kopieren. Dazu schuf er einige Sammlungen von Ritsuryō und versuchte diese durchzusetzen. Später wurden die Ritsuryō obsolet, als das Shōgunat zum herrschenden politischen System und der Verhaltenskodex der Samurai maßgeblich wurde.
Wichtige Sammlungen von Ritsuryō waren:
- Ōmi-ryō (近江令; 668): Angeblich von Fujiwara no Kamatari auf Befehl von Tenji-tennō kompiliert. Die tatsächliche Existenz ist aber unter Historikern umstritten.
- Asuka-Kiyomihara-ryō (飛鳥浄御原令; 683): 22 Bände, begonnen unter Temmu-tennō, nicht mehr erhalten
- Taihō-ritsuryō (大宝律令; 701): nicht mehr erhalten
- Yōrō-ritsuryō (養老律令;  vollendet 718, in Kraft 757): revidierte Fassung des Taihō-ritsuryō durch Fujiwara no Fuhito und andere

Verschiedene offizielle Kommentare, die dazu veröffentlicht wurden, dienen heute als geschichtliche Hauptquellen, so Sakutei ritsuryō (vollendet 769; offizieller Kommentar 791–812), Ryō no gige (833) und Ryō no shūge (um 877).

## Staatliche Organisation
In den Gesetzestexten wurde in aufwändigster Detailliertheit die Organisation der Verwaltung des Hofes und Landes festgelegt.

## Aufbau der Ritsuryō-Bürokratie
An der Spitze stand die „Himmlische Majestät“, der Tennō. Er wurde beraten vom Daijō-kan, dem Staatsrat (oder „Großkanzleramt“). Die Führung des Staatsrats (zusammen auch als Sankō) lag beim Großkanzler (Daijōdaijin), dem höchsten Regierungsbeamten und direkten Berater des Kaisers. Waren keine geeigneten Kandidaten verfügbar, und besonders nach der Zeit Fujiwara no Yoshifusas (804–872) wurde der Posten selten besetzt. Wenn, dann meist an militärische Führer oder posthum ehrenhalber.
War das Amt des daijōdaijin nicht besetzt, lag die eigentliche Regierungsgewalt beim Sadaijin, dem („Kanzler zur Linken“), auch mit ichi-no-kami bezeichnet. An dritter Stelle stand der Udaijin („Kanzler zur Rechten“).
Dem Staatsrat (Bezeichnung für beide Kanzler zusammen: Sankō) folgte der Dainagon (大納言, „Oberkabinettsrat“). Anfangs waren im Taihō-Kodex vier Dainagon vorgesehen, später wurde die Anzahl erhöht. Sie standen direkt unter dem Sankō und konnten diesen gegebenenfalls vertreten.
Jedem der vier Dainagon (zeitweise gyoshi taifu genannt) waren zugeordnet:
- ein (Udaiben bzw. Sadaiben) daiben (大弁, „Oberstaatsverwaltungsdirektor“),
- ein chūben (中弁, „Mittlerer Staatsverwaltungsdirektor“),
- ein shōben (少弁, „Unterstaatsverwaltungsdirektor“) und
- drei shōnagon (少納言, „Unterkabinettsrat“).

Der Posten des chūnagon (中納言, „Mittlerer Kabinettsrat“) wurde im späten 8. Jahrhundert geschaffen. Daneben gab es noch außerplanmäßige bzw. provisorische (権 Gonkan|gon oder 員外 Ingaikan|ingai als Präfix) Amtsinhaber, die über die jeweilig vorgesehenen Planstellen hinausgingen.
Protokollarisch gleichberechtigt bestand daneben der Jingi-kan, mit kami- (also Shintō)-Angelegenheiten befasst. Es bestanden acht Ministerien. Das Personal für die höheren und höchsten Stellungen kam aus den Familien mit entsprechendem Kabane, bzw. kaiserlichem Geblüt.

### Die Ministerien
- Nakatsukasa-shō: „Zentralministerium,“  zuständig für Belange des Tennō, die Palastverwaltung, Liaison zwischen Ministerium und Staatsrat und Verkündung von Gesetzen usw.
- Shikibu-shō (= Nori-no-tsukasa) „Zeremonienministerium,“ war mit dem „Personalwesen“ der zivilen Hof- und Provinzbeamten befasst. Also Urlaub, Dienstaufsicht, Beförderung und Entlassung, Belohnungen mittels jifiku (Belehnungen). Empfänger der Jahresberichte aus den Provinzen, die im 11. Monat abgeliefert werden mussten (chōshūshi). Des Weiteren Ausbildung und Examinierung angehender Staatsdiener.
- Jibu-shō: („Zivilverwaltung für Adlige“), war zuständig für Namensgebung, Erbschafts-/Nachfolgeregelungen, Heiraten, Beerdigungen usw. von Personen des fünften Ranges oder höher. Registrierung der kabane und Empfang von Staatsgästen. Weiterhin waren Kaiserbegräbnisse zu organisieren, die Gräber zu verwalten und günstige Omina aufzeichnen.
- Mimbu-shō, das „Ministerium für Inneres“, eigentlich Statistik. War mit Dingen wie Landvergabe, Volkszählungen, Melderegistern, Frondienst u. a. das „Volk“ betreffende Statistiken befasst. Besonders der statistischen Erfassung der Infrastruktur, Besteuerungsgrundlage, Namensregister der kenin und nuhi.
- Hyōbu-shō (= Tsuwamono-no-tsukasa „Kriegsministerium“), kümmerte sich um die Militärverwaltung (also Beförderungen, Festungsbau, Mobilmachung, Unterwerfung der Emishi usw.)
- Gyōbu-shō, das „Justizministerium.“ zur Nara-Zeit seiner Funktion nach eher ein Obergericht  für in den Provinzen nicht zu entscheidende Strafsachen (die ggf. in nächster Instanz dem Staatsrat zur Revision vorgelegt wurden). Weiterhin Gefängnisverwaltung und Führen von Registern über Gerichtsverfahren zwischen Freien und Unfreien. Die tokibe fungierten ähnlich den Berichterstattern am EuGH. Speziell geschulte „Dr. iur.“ wurden in die Provinzen entsandt um den dortigen Administratoren den Gesetzescode zu erläutern.
- Ōkura-shō ist das (bis 2001 noch so bezeichnete) „Finanzministerium“. Damals lediglich zuständig für die Eintreibung und Lagerung der Naturalsteuern und Fronablösung, Tribute der Provinzen. Die im 7. Jahrhundert geprägten Münzen wurden ab 723 zur Steuerzahlung akzeptiert. Maße und Gewichte (staatlicher oder privater Stellen) waren zu Eichzwecken im zweiten Monat vorzulegen. Im Gegensatz zu heute fand keine zentrale Budgetplanung statt.
- Kunai-shō, mit allgemeinen Geschäften des kaiserlichen Haushalts und „inneren Palasts“ befasst. Teilweise zuständig für Eintreibung und Vergabe von gewissen Naturalsteuern (weißen Reis, Fisch), sofern sie im Palast gebraucht wurden. Überwachung der „Felder für die kaiserliche Tafel“ (kanden).

Zensoren: Danjō-dai. Die Zensoren unterstanden dem Staatsrat, waren jedoch außerhalb der Ministerien organisiert. Sie hatten über die „Sittenreinheit“ in der Hauptstadt und im Kanai (5 kaiserliche Provinzen) zu wachen und Verstöße nach oben zu melden. In gewissem Maße hatten sie polizeiliche und Justizfunktionen. Der Direktor hatte erst unteren 4., später unteren 3. Hofrang, und stand damit protokollarisch höher als die Minister. Meist hatte ein Prinz (王) oder anderes Mitglied der kaiserlichen Familie den Posten inne. Die Aufgaben gingen mit der Zeit an die zu Beginn des 9. Jahrhunderts geschaffenen Polizeikommissariate (kebiishi) über.
Das Kōkyo, dem Staatsrat unterstellt, verwaltete den Palast der Frauen und war organisatorisch ähnlich aufgebaut wie das Haushaltsministerium. Der Palast (tōgū) des designierten Thronfolgers war ähnlich organisiert wie das Ministerium. Daneben gab es noch Lehrmeister für den Kronprinzen.

### Militärische Organisation
Direkt dem Staatsrat unterstanden die fünf Garde-Quartiere (Go-e-fun), mit Marstall und Waffenkammern. Emon-fu, die Torwachen, rekrutierten sich aus Freien der Provinzen, eine Abteilung, die hayato no tsukasa, bestand aus Indigenen aus dem Süden Kyushus.
Sa-eshi-fu und U-eshi-fu, die linke und rechte Palastwache. Sa-hyōe-fu und U-hyōe-fu, linke und rechte Garde, zur Bewachung der Tore (kōmon) zur Audienzhalle; außerdem Bewachung des Kaisers auf Reisen (400 Mann, nur Söhne von Hofbeamten mittleren Ranges bzw. gun-shi).
Hidari no uma no tsukasa und Migi no uma no tsukasa linke und rechte Stallverwaltung. Die Pferdepfleger (umabe) kamen aus Pferdepflegerzünften (umakai-be) und waren als tomo-be persönliches Eigentum des Kaisers.
Sa-hyōgo und U-hyōgo, die linke und rechte Waffenkammer. Im achten Jahrhundert bestand noch eine eigene (innere) Palast-Waffenkammer (Uchi no hyōgo).
Militärische Organisation auf Provinzebene: Jede Provinz hatte eine Brigade unter dem Kommando des Gouverneurs. Erstmals wurden diese 645 aufgestellt, auch um den lokalen Klanoberhäuptern ihre militärische Basis zu nehmen. Private Waffen waren in regierungseigenen Lagern (hyōgo) abzugeben.
Aufgebaut waren sie wie folgt (in heutiger Terminologie, am Bsp. einer „großen Brigade“ daidan): Offiziere: 1 Brigadekommandeur (daigi), 2 Stellvertreter (shōgi), 1 Registrar/Schreiber (shuchō), 5 Regimentskommandeure (kōi), 10 Bataillonskommandeure (ryōsui), 20 Kompaniechefs (taishō). 5 Mann (heishi) bildeten ein gō (Trupp). Zwei von diesen, ein hi (Zug). 5 hi (50 Mann) ein tai (Kompanie). 2 Kompanien formten zusammen ein ryō (Bataillon), 2 davon ein kō (Regiment), 5 dann eine große Brigade (die „mittlere“ hatte 3, eine „kleine“ 2 kō). Kompanien bestanden sowohl aus Fußvolk als auch Kavallerie und hatten 2 Bogenschützen.
Theoretisch war 1/3 der tauglichen männlichen Bevölkerung im Dienst, die Aushebungsquote war jedoch deutlich niedriger. Abkommandierungen in (unruhige) Grenzprovinzen waren üblicherweise für 3 Jahre, in der Hauptstadt (Palastwachen u. ä.) für 1 Jahr. Ab 790 wurde das System in den Grenzprovinzen durch die kondei-Miliz abgelöst, die sich aus den Familien des Landadels rekrutierte.

### Organisation der Provinzen
Die Provinzen wurden von einem von der Zentralregierung ernannten Gouverneur (國司, Kuni no tsukasa, auch: 國上 oder 國行主) verwaltet. Die ihm beistehenden Beamten aus dem lokalen Landadel rekrutiert.
Für die linke und rechte Hälfte der Hauptstadt Nara (außerhalb des Palasts) bestanden, Sa- bzw. U-kyō-shiki, die Melde-, Mönchs- und Steuerregister (keichō) zu führen hatten, Frondienste einzuteilen usw.; weiterhin hatten sie eine polizeiliche Überwachungsfunktion hinsichtlich Straßen, Brücken und Wehrdiensttuenden (heishi). Die Märkte wurden vom Higashi- bzw. Nishi no ichi no tsukasa kontrolliert.
Die nahe der Hauptstadt befindlichen (strategisch bedeutsamen) Gegenden um die Häfen Naniwa (難破, heute: Ōsaka) und Hakata (heute: Fukuoka), waren administrativ unter den Settsu-shiki (ab 793 Settsu no kuni no tsukasa) bzw. Dazai-fu einer militärischen Sonderverwaltungszone an der invasionsgefährdeten Nordküste Kyūshūs (Tsukushi), unterstellt. Zusätzlich zu den geschilderten Aufgaben der Kyōshiki der Hauptstadt hatten die Direktoren noch kami-Zeremonien zu überwachen, die Seide-Herstellung zu fördern, ausländische Staatsgäste zu betreuen, Regierungslagerhäuser zu verwalten, Häfen instand zu halten und Poststationen (yūeki-denba) zu kontrollieren. Außerdem führten sie ein Tempelregister. Das Dazai-fu hatte zusätzlich noch militärische Aufgaben, wie Festungsbau und -bemannung. Weiterhin ein miyake, das der Unterkunft und Verpflegung von ausländischen Gästen diente (über deren Ankunft und Abreise natürlich ein Register geführt wurde).
Die restlichen Provinzen kuni wurden in vier Klassen – nach Bevölkerungszahl – geschieden (in der Bezeichnung analog den vier Größen der Bezirke gun). Die Aufgaben des Provinz-Statthalters bzw. Gouverneurs (Kuni no tsukasa bzw. kokushi) und seines Stellvertreters (suke) entsprachen im Wesentlichen den geschilderten des Settsu-shiki.
Als im 10. Jahrhundert das Engi-shiki zusammengestellt wurde, gab es 68 Provinzen. Für das 8. Jahrhundert sind circa 555 Bezirke (郡) bekannt. Vor dem Taihō-Kodex hießen Bezirke gemeinhin 評 hyō.
- 國 kuni, waren die größten Einheiten, 5–7 Bezirke umfassend.
- 大郡: „großer Bezirk/Kreis“ 16–20 Dörfer
- 上郡: „Oberbezirk“ 12–15 Dörfer
- 中郡: „mittlerer Bezirk/Kreis“ 8–11 Dörfer
- 下郡: „Unterbezirk“ 4–7 Dörfer
- 小郡: „Kleinkreis/Bezirk“ 2 oder 3 Dörfer
- 里 sato: „Dorf“ 50 Haushalte (weniger in abgelegen oder gebirgigen Gegenden)
- 村 mura: „Dorf“, „Weiler“ nicht definiert, aber normalerweise 20 Häuser oder weniger.

### Klassifizierung der Nicht-Adeligen
Das gemeine Volk war im Wesentlichen in die beiden Kasten Ryomin (良民) und Semmin (賤民) aufgeteilt.
Die Ryomin bildeten die obere Kaste und waren in: Kanjin (官人), Komin (公民), Shinabe (品部) und Zakko (雑戸) untergliedert.
Die Semmin, wurden, aufgrund ihrer 5-stufigen Gliederung oft als goshiki no sen (五色の賤) bezeichnet. Sie waren nach ihren Aufgaben wie folgt gegliedert:
- Ryōko (陵戸) waren der kaiserlichen Familie zugeordnet und häufig Bewacher von Kaisergräbern.
- Kanko (官戸) waren den Behörden zugeordnet.
- Kenin (家人) waren Bedienstete des Adels.
- Weiterhin zwei Klassen von Sklaven (奴婢, nuhi):
  - die Kunuhi (公奴婢) waren Eigentum des Tennōs und die
  - Shinuhi (私奴婢) waren im Eigentum von Privatleuten.

Kunuhi wurden mit Erreichen der Altersgrenze (66) zu Kanko und mit 76 Jahren Freie. Heiraten zwischen den einzelnen Gruppen waren anfangs nicht gestattet, das System war aber nicht so streng wie das Indien. Anfangs wurden Mischlingskinder der beiden Kasten den Semmin zugeordnet, nach 789 den Ryomin. Diese Gliederung wurde bis ins 10. Jahrhundert angewendet.

## Steuerbelastung
Steuerpflichtig waren im Wesentlichen die erwachsenen Männer eines Haushaltes. Von Steuern befreit waren Frauen, Kinder (bis 16/17), Greise (über 65/66), kaiserliche Blutsverwandte (Kaisernachfahren bis zur 4. Generation), solche im 8. Hofrang oder höher und Invalide, im Militär Diensttuende, Sklaven (奴 nuhi). Jungmannen (17–20) wurden zeitweise zu ¼ der üblichen Steuern herangezogen. „Bedingt Taugliche“ zu ½. Festzuhalten bleibt, dass sämtliche Steuern (in Naturalien) auf Kosten des Steuerpflichtigen abzuliefern waren, was, besonders für die Bewohner von Grenzprovinzen, hohe Kosten verursachte.
Sawada Goichi errechnete für einen „Modellhaushalt“ eine Steuerlast von 28 %.
Die durchschnittliche Größe eines Haushalts (basierend auf einer Zählung in Shimousa 721) betrug 9 Personen. Die tatsächliche Größe lag zwischen 3 und 41. Davon waren etwa 2/10 voll taugliche, steuerpflichtige erwachsene Männer.

### Steuerarten
Im Ritsuryō-System gab es ein so-yō-chō (租庸調) genanntes Steuersystem mit folgenden Steuerarten:
1. Kopfsteuer (調/貢, mitsugi oder chō):
War in Textilien zu bezahlen. Abhängig von der Provinz waren Art und Qualität festgeschrieben. (In der Regel wurde jedoch minderwertige Ware abgeliefert, oft mit einem Handelswert von nur der Hälfte normaler Ware.)
Steuerklassen (nach Dettmer, 1959):  1. Kinder unter 17, Greise usw.: von der Steuer befreit
  2. Männer der äußeren Provinzen: regulärer voller Satz
  3. Männer im Kannai: halber Satz von 1
  4. Haushalte in der Provinz Hida hatten, statt Stoffe abzuliefern, Zimmerleute für den Einsatz in der Hauptstadt zur Verfügung zu stellen (und zu verpflegen)
  5. Bewohner der Grenzprovinzen hatten geringere Sätze abzuführen, die nach den lokalen Gegebenheiten festgesetzt wurden.
Die Ablieferungsmodalitäten waren genau festgelegt. Steuererlasse wurden häufig gewährt aus Anlass von Thronbesteigungen, Änderung des Nengō, bei Hauptstadtverlegung etc. Außerdem wurden nach Missernten, bei Umzug in außenliegende Provinzen (für 1–3 Jahre), für wiederaufgetauchte Vermisste (3–5 Jahre), von freigelassenen Sklaven (3 Jahre), Auslandsrückkehrern (1–3 Jahre), „Tugendhaften“ (auf Dauer) und von Ausländern, die sich naturalisieren ließen (10 Jahre) keine Steuern erhoben.
2. Fronablösung (庸, chikarashiro oder yō):
Prinzipiell musste jeder Steuerpflichtige 60 Tage pro Jahr Frondienst (役, edachi) ableisten. Dies wurde jedoch oft mit einem Satz von 2 jō 6 shaku Tuchen; nach 706, der Hälfte dieses Satzes [≈ 9 tsuka Reis] abgelöst. Die Modalitäten entsprachen der Kopfsteuer.
Andererseits konnten sich Freie auch zur Arbeit (bis zu 30 Tagen) verdingen und erhielten den entsprechenden Lohn (wurden aber zusätzlich noch verpflegt.)
3. Gemischte Steuern (auch die Zinsen auf geborgten Reis):
  1. Abgaben an den staatlichen Getreidespeicher. Je nach Haushaltsgröße (9-stufig): 2 koku – 1 to Hirse. Nach 706 Armen erlassen.
  2. Während der Tempyō-Ära wurde eine monatliche („leichte“) Zusatzsteuer zur Deckung von Beamtengehältern erhoben.
  3. Tribut-Geschenke der Provinzen. Diese durften 1000 tsuka Reis pro Provinz nicht überschreiten.
4. Feldsteuer (田力/租, tachikara oder so (nur letztes Zeichen)):
(nur auf [bewässerte] Reisfelder; jedoch waren Maulbeerbaum bzw. Hanf-Anbau vorgeschrieben für 1.) Zahlbar in Reis. Prinzipiell hatte im Rahmen der Taika-Reform jedermann Anspruch auf ein gleich großes Feld, dass zur Nutzung überlassen wurde. Jedoch wurde zu verschiedensten Zwecken Felder gewährt (zum Beispiel Dienstfelder für Beamte). Solche, die Personen hoher Ränge (und auch Tempeln) überlassen wurden, waren steuerfrei.
Der Steuersatz war einheitlich 15 tsuka Reis pro chō (Bei einem zu erwartenden Ertrage zwischen 150 und 500 tsuka/chō).
Die Steuerbasis (Zuteilung der Felder) erfolgte aufgrund alle 6 Jahre stattfindender (Volks-)Zählungen. Zuweisungen erfolgten für alle Personen im Haushalt über 6 Jahren, pro Mann 2 tan, für Frauen etwa ein Drittel weniger.

Steuerhinterziehung und -vermeidung zum Beispiel durch falsche Angaben bei Registrierung, Bestechung, unerlaubter Bebauung Felder Verstorbener, Kauf eines (steuerbefreiten) Amtes, Flucht bzw. Abwanderung ins steuerbegünstigte Kinnai usw. waren üblich. Strafen dafür reichten von 60 Stockschlägen bis zu 3 Jahren Zwangsarbeit. Staatliche Gegenmaßnahmen waren die Einführung eines Meldewesens, Namensfestsetzung und ein Bürgensystem, wobei eine Person für die Steuern von durchschnittlich 5 Haushalten bürgte, dafür aber auch eine gewisse Disziplinargewalt hatte.
Insgesamt erwies sich dieses System in der beginnenden Heian-Zeit als nicht mehr praktikabel. Mit der Einführung des Engishiki-Gesetzeswerks (962) erfolgte die Umstellung auf ein Grundsteuersystem.

## Strafen
Zur Nara-Zeit waren folgende Strafen üblich:
- Todesstrafe: durch Enthaupten (unehrenhaft) oder Erdrosseln (ehrenhaft).
- Verbannung: in die Provinzen (je weiter von der Hauptstadt, umso schwerer wiegend; 3 Klassen).
- Fron (Zwangsarbeit): in fünf zeitlichen Stufen, beginnend mit ½ Jahr.
- Prügelstrafe (dünner oder dicker Stock)

Einige Kaiser verzichteten auf die Anwendung der Todesstrafe, an deren Stelle trat die Verbannung. Aus Anlässen wie guten Omina, Thronbesteigungen usw. wurden oft Amnestien verkündet, bestehende Strafen um eine Stufe gemildert. (In der alt-japanischen Kindererziehung war das leidenschaftliche Strafen unartiger Kinder strengstens verpönt. Zornausbrüche der Eltern den Kindern gegenüber galt als untrügliches Zeichen gröbster Barbarei.)
Im Sōni-ryō (27 Art. i. d. F. 717) sind für Verstöße von Mönchen u. a. folgende (deutlich mildere) Strafen vorgesehen:
- Zurückversetzung in den Laienstand, ggf. mit Übergabe an weltliche Richter zum Beispiel für Divination, Aufwiegelung oder Vortäuschen der Erleuchtung;
- 100 Tage klösterliche Zwangsarbeit (kushi; dies bedeutete zum Beispiel das Reinigen der Tempelvorplätze) für das falsche Führen eines Mönchsnamens, unerlaubtes Herumwandern, ungenehmigtes Betteln;
- explizit untersagt, praktisch jedoch nicht bestraft wurden Verstöße gegen allgemeine Vinaya-Vorschriften, wie Betreten von Wohnungen des andern Geschlechts, Privatbesitz, Alkohol- bzw. Fleischgenuss oder Geschlechtsverkehr (10 Tage klösterliche Fron).

Die Regelungen Shintō-Priester betreffend waren noch milder. Eine konsequente Verfolgung, scheint, so in den Provinzen überhaupt möglich, nicht stattgefunden zu haben, und ist ab der beginnenden Heian-Zeit selten belegbar.
Für Inhaber des mindestens 8. Zivilrangs oder 12. Verdienstranges bestand die Möglichkeit, sich von Bestrafungen freizukaufen. Der Grundbetrag war 1 kin Kupfer bei Vergehen gegen Private, das Doppelte gegen den Staat, für die Ablösung pro 10 Stockschlägen. (Abgelöste) Strafen flossen jedoch in die Beurteilungen von Beamten mit ein.